# Diablo II: Lord of Destruction
Diablo II: Lord of Destruction (с англ. — «Повелитель разрушения») — дополнение к популярной игре Diablo II, которое было разработано компанией Blizzard North и выпущено компанией Blizzard Entertainment для Windows и Mac OS в 2001 году.

## Сюжет
«Однажды в начале времён силы Порядка и Хаоса сошлись в вечной битве, чтобы решить судьбу всего сущего. Теперь эта борьба докатилась до мира смертных… и ни один человек, демон или ангел не останется в стороне…»
В Diablo II: Lord of Destruction герой второй части возвращается и преследуя Баала — последнего из старших воплощений Зла, — приходит на север, в горы Варваров. Двигаясь вместе с ордами демонических приспешников, Баал стремится разрушить могущественный Камень Мироздания, который защищает земли смертных от сил Ада. Хотя герой и уничтожает мерзкого Баала, Камень Мироздания был осквернён Баалом. Чтобы предотвратить хаос, Архангел Тираэль решает уничтожить Камень Мироздания. Для него это лучшее решение всех проблем. Архангел отправляет Героя обратно в город Харрогат через портал, а сам разрушает Камень Мироздания. С тех пор Тираэля больше никто не видел.
Дальнейшие события, происходящие через двадцать лет после вышеописанных, были отражены в новом проекте Blizzard Entertainment под названием Diablo III.

## Нововведения
- Два новых класса персонажей — Убийца (англ. Assassin) и Друид (Druid), каждый с 30 уникальными навыками/заклинаниями.
- Новый город, — Харрогат — располагающийся в горах Варваров.
- Поддержка разрешения экрана 800×600.
- Множество новых типов монстров, включая боссов и уникальных монстров.
- Интерактивные элементы окружения, такие как осадные башни и фортификационные сооружения, катапульты.
- Руны и рунные слова, значительно расширяющие список возможных вариантов брони и оружия.
- Талисманы (англ. charms) и джевелы (англ. jewels — драгоценные камни) — магические предметы нового типа.
- Тысячи новых предметов: образцы оружия, доспехов и магических предметов, включая предметы, доступные только определённому классу персонажей. Значительно дополнен список уникальных и сетовых (взаимосвязанных наборов) предметов. Введены исключительные и элитные уникальные предметы (формально соответствующие сложностям Nightmare и Hell), добавлено по одному сету для каждого класса персонажей.
- Увеличенный размер сундука.
- Новые рецепты для Хорадримского Куба.
- Два слота для оружия и заклинаний вместо одного (во время игры сменяются клавишей W).
- Увеличены штрафы для персонажа по сопротивляемости ущербу от стихий (огонь, холод, молния): для Nightmare с −20 % до −40 %, для Hell с −50 % до −100 %.

## Патчи
Последняя версия 1.14d.
Последняя, совместимая с Windows 98 и Windows 95, версия 1.13d.

## Критика
| Сводный рейтинг    | Сводный рейтинг |
| Агрегатор          | Оценка          |
| ------------------ | --------------- |
| GameRankings       | 85,94 %         |
| Metacritic         | 87/100          |
| Иноязычные издания |                 |
| Издание            | Оценка          |
| CGW                | [ 4 ]           |
| Game Informer      | 7,25/10         |
| PC Gamer (US)      | 75 %            |
| PC Zone            | 83/100          |
| Computer Games     | [ 8 ]           |
| PC Format          | 77 %            |

### Награды
Дополнение Lord of Destruction дошло до финала в номинации 2001 года «Компьютерная ролевая игра года» от Академии интерактивных искусств и наук, которая в конечном итоге ушла к дополнению Baldur's Gate II: Throne of Bhaal. Также оно номинировалось как лучший пакет расширений журналом Computer Gaming World и сайтами GameSpy, GameSpot and RPG Vault, но проиграла Трону Баала и Command & Conquer: Yuri's Revenge. Однако выиграло в той же категории в журнале Computer Games Magazine. Редакция написала: «Разработчики дополнения берут на заметку [ошибки и пожелания] — и планка поднята.»